# Utricularia blackmanii
Utricularia blackmanii — вид рослин із родини пухирникових (Lentibulariaceae).

## Біоморфологічна характеристика
Це багаторічна наземна трав'яниста рослина малого та середнього розміру. Ризоїди капілярні, прості, у довжину до 10 мм, у товщину 0.1–0.3 мм, численні від основи квітконіжки, з одним або кількома вузлами столона. Столони численні, ниткоподібні, у товщину ≈ 0.3 мм, розгалужені, у довжину до 100 мм, міжвузля 12 мм. Листки численні, по кілька від основи квітконіжки і часто попарно (іноді по три) з міжвузлів столона, пластинка 0.5–1 мм завширшки, ≈ 8–20 мм завдовжки, від лінійної до вузько зворотно-яйцюватої форми. Пастки численні біля основи квітконіжки і до трьох у вузлах столона, ± однорідні, яйцеподібні, 2–2.5 мм завдовжки; рот бічний, з простим шилоподібним спинним відростком у довжину 18–22 мм; два бічні відростки дещо сплощені. Суцвіття прямовисне, одиночне, 60–340 мм завдовжки. Квіток по 2–6, у супротивних парах або по три мутовки на подовженій осі. Частки чашечки нерівні; верхня частка ≈ 2 мм завдовжки, 2.5 мм завширшки, широко яйцеподібна з закругленою верхівкою; нижня частка ≈ 2 мм завдовжки, 1,7 мм завширшки з вирізаною верхівкою. Віночок світло-фіолетовий. Коробочка куляста, у діаметрі 2–4 мм. Насіння циліндричне, ≈ 0.5 мм завдовжки, 0.2 мм завширшки.

## Середовище проживання
Ендемік східної Австралії.
Населяє ізольовані, ефемерні заболочені місця проживання на піщаних і глинистих субстратах; на висотах від 250 до 900 метрів.